# Портиле (Модена)
Портиле је насеље у Италији у округу Модена, региону Емилија-Ромања.
Према процени из 2011. у насељу је живело 984 становника. Насеље се налази на надморској висини од 53 м.